# めたもるふぁっく運動会! 〜飛び込めパンツの向こう側〜
『めたもるふぁっく運動会! 〜飛び込めパンツの向こう側〜』（めたもるふぁっくうんどうかい とびこめパンツのむこうがわ）は、日本のアダルトゲームブランド・スワンマニアが2011年11月25日に発売した18禁アドベンチャーゲーム。

## 概要
有限会社アセンドアイの低価格ブランドの一つ・スワンマニアの第28作。変身能力を手に入れた主人公が運動会に便乗して競技用の道具や衣服に変身し、ヒロインに悪戯をするという内容である。スワン作品では恒例の、ヒロインが主人公の子供を妊娠するエンディングも存在する。

## ストーリー
花坂槙は妹の花坂あかりや幼馴染みの朝倉枝織と今でも一緒に入浴するほど仲が良いが、今一つ積極的になれない性格が災いして年相応に芽生えた性欲を持て余す悶々とした日々を送っていた。そんなある日、馬のマスクをかぶった男が空腹で行き倒れていたので近所のスーパーで買ったニンジンを与えると男は無我夢中でニンジンを食べ、槙に「お礼がしたい」と言う。そして、男は槙に何でも好きな物に変身する能力を授け、姿を消した。
最初は手に入れた能力の使い道に戸惑っていた槙は「もしかしたらこの能力があれば女の子に悪戯し放題なんじゃないか」と思い、翌日に開催される学園の運動会に便乗して悪戯をしまくってやろうと決意するのであった。

## 登場人物
花坂 槙（はなさか まき）
主人公。行き倒れの男から授けられた変身能力を使って運動会の競技に使う道具や女の子の体操着や下着に変身してやりたい放題に悪戯をしまくり、大混乱に陥れる。
朝倉 枝織（あさくら しおり）
槙の幼馴染みで、学園のアイドル的存在。身長157cm、スリーサイズはB 88 / W 53 / H 82。槙とは今でも一緒に入浴するぐらいの親密な仲だが、自分の方から積極的にアプローチして来ることは無いツンデレ。
花坂 あかり（はなさか あかり）
槙の1歳下の妹。身長149cm、スリーサイズはB 70 / W 51 / H 68。お兄ちゃん大好きっ子で、槙の言うことは決して疑わない。良く言えば素直で、悪く言えば天然。

## スタッフ
- シナリオ 月待兎[3]
- 原画 文月紫[3]
- 音楽 Arp